# Johann Nikolaus Forkel

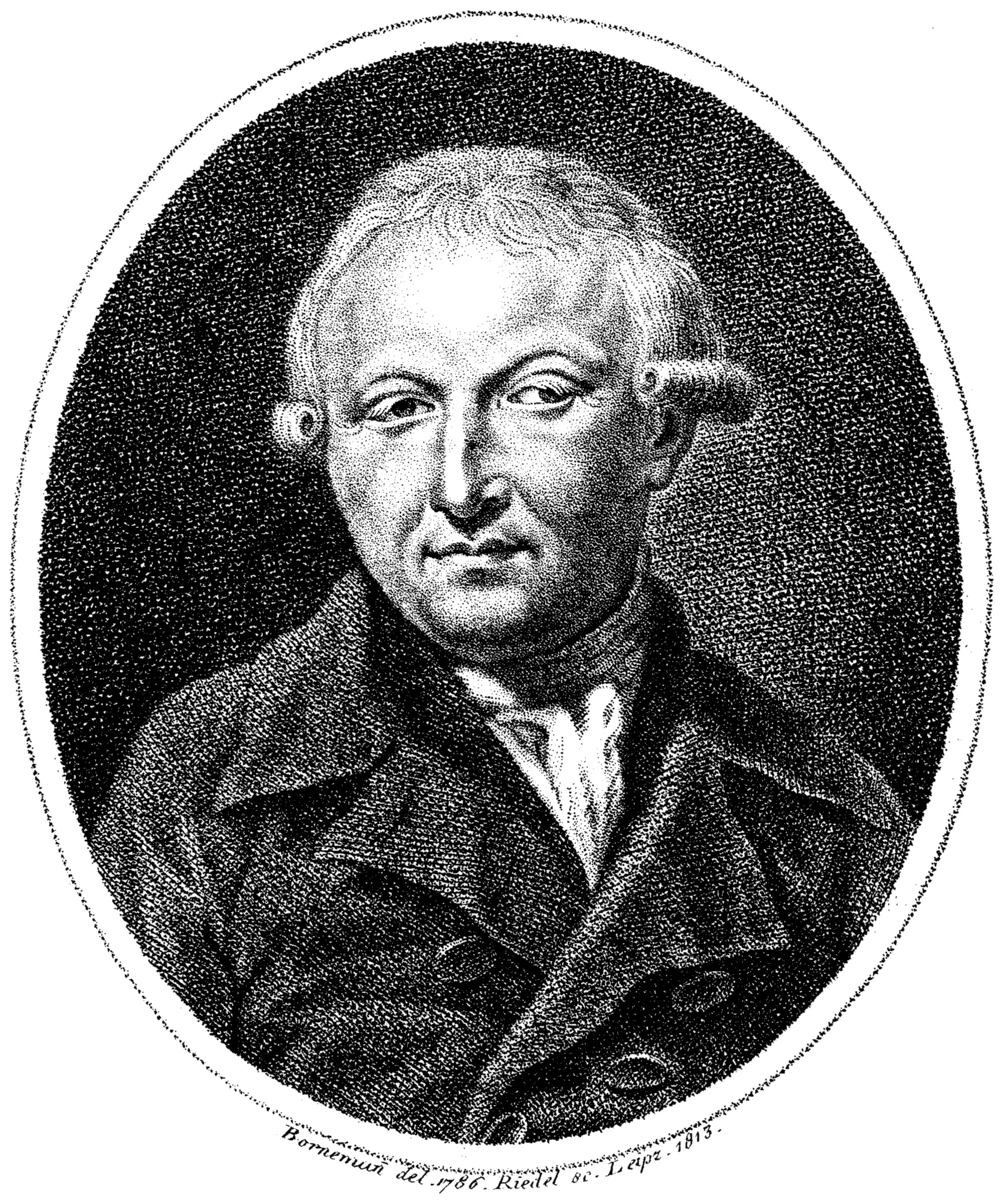
Johann Nikolaus Forkel.

Johann Nikolaus Forkel (Meeder, Baviera, Alemania, 22 de febrero de 1749 - Gotinga, 20 de marzo de 1818) fue un músico, musicólogo y teórico musical alemán.

## Biografía
Nació en la población de Meeder, junto a Coburgo. Hijo de un zapatero, recibió temprana formación musical, especialmente en la interpretación al teclado, de Johann Heinrich Schulthesius, que era el Kantor de la iglesia local. En otros aspectos de su formación fue autodidacta, ante todo en el campo teórico. Ya adolescente fue cantante en Luneburgo y estudió Derecho durante dos años en la Universidad de Gotinga. Mantuvo su vinculación con esta universidad durante más de cincuenta años, ostentando varios cargos en la misma: instructor de teoría de la música, organista, profesor de teclado e incluso director de todo el departamento musical de la universidad. En 1787 recibió un doctorado honorífico en filosofía de esta institución.
Forkel es considerado frecuentemente como el fundador de la musicología histórica, dado que es con él que la historia y la teoría musical se convirtieron en disciplinas académicas serias.
Fue un admirador entusiasta de Johann Sebastian Bach, cuya música ayudó mucho a popularizar. La razón por la que es más recordado hoy es precisamente porque escribió la primera biografía de Bach en 1802, de particular valor en la actualidad, dado que todavía pudo contar con el testimonio directo de hijos de Bach, como Carl Philipp Emanuel Bach y Wilhelm Friedemann Bach, y en consecuencia dispuso de información valiosa que de otra forma se hubiera perdido.
Su biblioteca, que fue construida con cuidado y discriminación, en un tiempo en el que los libros raros eran baratos, significa una parte considerable de la Biblioteca Real de Berlín y también de la biblioteca del Real Instituto de Música Eclesiástica (Königliche Institut für Kirchenmusik).
Murió en Gotinga en 1818.

## Obra
- Juan Sebastian Bach, 3ª ed. en español, México: Fondo de Cultura Económica, 1966
- Über die Theorie der Musik (Sobre la teoría de la música), Gotinga, 1777
- Musikalisch kritische Bibliothek, (Biblioteca crítica musical), Gotha, 1778
- Allgemeine Geschichte der Musik, (Historia general de la música), (Leipzig, 1788, 1801) en la biblioteca digital de la Universidad de Estrasburgo.
- Allgemeine Litteratur der Musik, oder Anleitung zur Kenntniss musikalischer Bucher, (Literatura general de la música, o directorio para el conocimiento de los libros musicales), Leipzig, 1792

Se concede poco interés a sus composiciones musicales. En cualquier caso puede destacarse que escribió numerosas variaciones para clavecín sobre la canción tradicional inglesa —más conocida por su utilización como himno nacional—, God Save the King (Dios salve al Rey), a las que Georg Joseph Vogler dedicó unas agudas críticas, que aparecieron en Fráncfort en 1793, junto a un grupo de variaciones ejemplo de cómo él consideraba que deberían ser escritas.